# انفجارهای ۱۳۹۹ ایران
انفجارهای ۱۳۹۹ ایران مجموعه‌ای از انفجارها در ایران است که علت اصلی آن مشخص نیست. اولین انفجار در تاریخ ۵ تیر ۱۳۹۹ رخداد، مکان انفجارها از امکانات غنی سازی هسته ای، سایت‌های موشکی، مراکز پتروشیمی، نیروگاه‌ها و کلینیک‌های پزشکی متغیر است. دولت ایران ضمن تأیید خسارت به تأسیسات هسته‌ای نطنز، گزارش انفجار در سایت‌های موشکی خود را تکذیب کرد.
برخی مقامات غربی و ایرانی بیان کردند که علت انفجارها حملات سایبری اسرائیل و آمریکا علیه دولت ایران است. گروهی که خود را یوزپلنگان وطن می نامد، مسئولیت انفجار در تأسیسات هسته ای نطنز را به عهده گرفت. دولت ایران قول داد در صورت تأیید خرابکاری در تأسیسات هسته‌ای نطنز، تلافی کند.

## جدول زمانی

### آتش‌سوزی برج سلمان مشهد
ظهر ۲۵ ژوئن ۲۰۲۰، انفجاری در مجتمع نظامی پارچین رخ داد. در همان ساعت نیمی از شهر شیراز دچار قطعی برق شد. مقامات ایرانی آتش‌سوزی در پارچین را حادثه ذخیره‌سازی گاز اعلام کردند؛ و علت اتصال برق در مشهد را آتش‌سوزی در مشهد بیان کردند که باعث اتصال برق شده است. تحلیلگر غربی اظهار داشت: این انفجار در پارچین در یک انبار موشک رخ داده است که کار فناوری پنهان هسته ای آن نیز انجام شده است.
یک تحلیلگر غربی ادعا کرد که انفجار در پارچین ناشی از حمله سایبری اسرائیل بوده است. در حالی که یک فرمانده ارشد ایرانی گفته است که نمی‌تواند اظهار نظر کند که آیا این انفجار یک حمله سایبری بوده است تا زمانی که نتیجه ای در این باره حاصل نشده باشد. روزنامه کویتی الجریده با استناد به یک منبع ارشد ناشناس، گزارش داد که این تأسیسات در یک حمله هواپیمای جنگنده‌های مخفی اسرائیلی F-35 اسرائیل نابود شده است.
در ۳۰ ژوئن سال ۲۰۲۰، مقامات آمریکایی و اسرائیلی در حال صحبت با نیویورک تایمز گفتند که آنها هیچ ارتباطی با انفجار در پارچین ندارند.

### انفجار در خیابان شریعتی تهران
در ۳۰ ژوئن سال ۲۰۲۰، انفجاری در مرکز بهداشت سینا اطهر در پایتخت تهران رخ داد که ۱۹ نفر از جمله ۱۵ زن و ۴ مرد کشته شدند. به گفته معاون شهردار تهران این انفجار در اثر نشت مخازن گاز پزشکی در ساختمان ایجاد شده است.
در همان روز، یک بمب کنار جاده ای دو خودروی سپاه پاسداران در جنوب شرقی ایران را هدف قرار داد و یک پاسدار زخمی شد. به گفته یک نماینده پارلمان ایران، گروه اهل سنت جیش العدل مسئولیت این حمله را به عهده گرفت.

### انفجار تأسیسات غنی سازی هسته‌ای نطنز
در ۲ ژوئیه سال ۲۰۲۰، یک انفجار بزرگ‌ترین تأسیسات غنی سازی هسته‌ای ایران در شهر نطنز را لرزاند. بیشتر قسمتهای زیر زمینی این مرکز با سانتریفیوژهای پیشرفته استفاده شده برای غنی‌سازی اورانیوم از بین رفته است. تحلیلگران غربی گفتند که این انفجار یک یا دو سال برنامه هسته ای ایران را به عقب بازگرداند، ایران آسیب جدی به تأسیسات خود رد کرد.

### انفجارهای خوزستان
در ۴ ژوئیه ۲۰۲۰، انفجاری در نیروگاه شهید مدحج زرگان در شهر اهواز رخ داد. در همین حال ۷۰ نفر بر اثر نشت گاز کلر در مرکز پتروشیمی کارون در شهرستان ماهشهر، در نزدیکی اهواز زخمی شدند.

### انفجار باقرشهر
در ۷ ژوئیه سال ۲۰۲۰، در پی انفجار داخل یک کارخانه اکسیژن در شهر باقرشهر، واقع در جنوب پایتخت تهران، ۲ نفر کشته و ۳ نفر دیگر زخمی شدند. خبرگزاری دولتی ایران اعلام کرد: «خطای انسانی» عامل این انفجار بوده است.

### انفجار در غرب تهران
در ۹ ژوئیه سال ۲۰۲۰، یک انفجار در غرب تهران گزارش شد. مقامات ایرانی این انفجار را تکذیب کردند که رخ داده است، اما بیان کردند که برق در منطقه قطع شده است.
به گفته تحلیلگران غربی این انفجار به یک انبار / موشکی متعلق به سپاه پاسداران رسید. تحلیلگران در گفتگو با نیویورک تایمز می گویند که این انفجار به منطقه ای با امکانات زیرزمینی مرتبط بوده است که مربوط به تحقیقات تسلیحات شیمیایی و یک سایت تولید نظامی ناشناس است. یک مقام اطلاعاتی به نیویورک تایمز گفت اسرائیل احتمالاً پشت این انفجار بوده است.
در ۱۱ ژوئیه سال ۲۰۲۰، یک انفجار گاز یک ساختمان مسکونی در تهران را لرزاند و یک نفر را مجروح کرد.

### انفجار کارخانه پتروشیمی ماهشهر
در ۱۲ ژوئیه سال ۲۰۲۰، انفجاری در کارخانه پتروشیمی تندگویان در جنوب غربی ایران رخ داد، مقامات ایرانی گفتند که این انفجار به دلیل هوای گرم رخ داده است.

### انفجار مشهد
در ۱۳ ژوئیه سال ۲۰۲۰، یک انفجار در یک مجتمع صنعتی در نزدیکی شمال شرقی شهر مشهد رخ داد. رسانه‌های دولتی ایران اعلام کردند که این انفجار هنگامی رخ داد که یک مخزن ذخیره میعانات گازی منفجر شد و پلیس در حال بررسی علت این امر بود.

### آتش‌سوزی در بندر بوشهر
در تاریخ ۱۵ ژوئیه سال ۲۰۲۰، خبرگزاری دولتی ایران گزارش داد که حداقل هفت کشتی در بندر بوشهر سوخت بدون اینکه دلیل این حادثه را اعلام کنند.

## فهرست
| تاریخ                        | مکان                                  | موقعیت                                                                            | علت | شرح | منبع   |
| ---------------------------- | ------------------------------------- | --------------------------------------------------------------------------------- | --- | --- | ------ |
| ۴ خرداد و خردادماه و تیر ماه | آتش‌سوزی جنگل‌های زاگرس                 | ارتفاعات گچساران و منطقه شکارممنوع کوه‌سیاه بوشهر منطقه حفاظت شده بناب شهرستان خنج | در بعضی مناطق رعد و برق و در بیشتر مناطق عمدی بودن آن بوده                                                                                               | مراتع و مناطق حفاظت شده در جنوب و غرب زاگرس را شامل می‌شود. سه استان کانون اصلی این اتش‌سوزی هستند و اصلی‌ترین آتش‌سوزی‌ها در مناطق خائیز در استان کهگیلویه و بویراحمد و منطقه شکارممنوع کوه‌سیاه در استان بوشهر و منطقه حفاظت شده بناب و در کوه‌های اطراف شهر خنج در جنوب استان فارس است.                              | [ ۳۸ ] |
| ۴ خرداد                      | مجتمع پتروشیمی بندر امام              | بندر امام خمینی                                                                   | در دست بررسی | انفجار یک بویلر در پتروشیمی بندر امام خمینی | [ ۳۹ ] |
| ۴ خرداد                      | نیروگاه حرارتی تبریز                  | تبریز                                                                             | در دست بررسی | دو نفر در این حادثه مصدوم شده‌اند. | [ ۴۰ ] |
| ۴ خرداد                      | مجتمع تجاری زیتون                     | بزرگراه بعثت قبل از سه راه افسریه، تهران                                          | در دست بررسی | در طبقه سوم مجتمع تجاری زیتون تالار پذیرایی به وسعت ۵۰۰ متر دچار آتش‌سوزی شده بود. | [ ۴۱ ] |
| ۱۱ خرداد                     | بوستان ولایت                          | تهران                                                                             | | قطعه زمینی ۳ تا ۴ هزار متری در قسمت انتهای بوستان ولایت علف‌های خشک هرزه در یک فضای متروکه و بدون استفاده دچار آتش‌سوزی شد. | [ ۴۲ ] |
| ۱۲ خرداد                     | پارک جنگلی چیتگر                      | بزرگراه شهید همدانی، قسمت حاشیه و داخل جنگل چیتگر، تهران                          | | حدود دو هزار متر از جنگل و یک کانکس متروکه دچار آتش‌سوزی بود و آتش به سرعت توسط آتش‌نشانان مهار و اطفا شد. | [ ۴۳ ] |
| ۱۲ خرداد                     | کارخانه کاغذ بینالود                  | شهرستان بینالود                                                                   | | آتش‌سوزی در انبار روباز این کارخانه با وسعت بیش از پنج هزار متر مربع رخ داد و آتش‌نشانان از مشهد، نیشابور، ملک‌آباد و بینالود به محل حادثه اعزام شدند. وسعت این حریق گسترده بوده و محل دپو کاغذ و کارتن به صورت کامل زیر آتش رفته است.                                                                              | [ ۴۴ ] |
| ۱۳ خرداد                     | پارک جنگلی افرا                       | محدوده تقاطع بزرگراه آزادگان و خلیج‌فارس، تهران                                    | در دست بررسی | آتش‌سوزی در بخشی از این پارک به مساحت حدود ۲۰۰۰ مترمربع رخ داد. | [ ۴۵ ] |
| ۱۳ خرداد                     | واگن‌های قطار مسافربری اسلامشهر        | اسلامشهر                                                                          | نامشخص | با توجه به حجم و گسترش آتش یک دستگاه تانکر آب ۵۰۰۰ لیتری از طریق اداره کل راه‌آهن تهران به محل حادثه اعزام شد. در این حادثه سه خط موازی از واگن‌ها در کنار هم که مجموعاً ۱۸ واگن را شامل می‌شود دچار حریق شد. | [ ۴۶ ] |
| ۱۴ خرداد                     | پالایشگاه تهران                       | تهران                                                                             | نشت بنزین به بیرون | در یکی از واحدهای پالایشگاه تهران بر اثر نشت بنزین به بیرون و شعله‌ور شدن آن یکی از کارکنان این واحد بهره‌برداری که در جوار تجهیزات مربوط بود دچار سوختگی شد و کشته شد. | [ ۴۷ ] |
| ۱۴ خرداد                     | انبارهای شرکت فولاد خوزستان           | اهواز                                                                             | | بخشی از انبارهای شرکت فولاد خوزستان دچار آتش‌سوزی شد. این آتش‌سوزی در نزدیکی در شماره چهار شرکت فولاد خوزستان رخ داد. | [ ۴۸ ] |
| ۱۵ خرداد                     | پارک چوبی اهواز                       | جاده ساحلی اهواز در منطقه کیانپارس، اهواز                                         | به گفته مدیرعامل سازمان آتش‌نشانی و خدمات ایمنی شهرداری اهواز: طبق بررسی، های اولیه افرادی به عمد این پارک را که جزو اموال بیت المال است به آتش کشیده‌اند. | پارک چوبی واقع در جاده ساحلی اهواز در منطقه کیانپارس چهارشنبه شب دچار آتش‌سوزی شد که طبق بررسی‌ها این آتش‌سوزی عمدی بوده است. | [ ۴۹ ] |
| ۲۰ خرداد                     | ارتفاعات منطقه حفاظت شده پارک ملی بمو | شمال شرقی شیراز                                                                   | بعد از بررسی دقیق کارشناسی به اطلاع عموم خواهد رسید. | پس از تلاش ۲ ساعته آتش نشانان، آتش‌سوزی در این منطقه به‌طور کامل مهار شد. | [ ۵۰ ] |
| ۲۲ خرداد                     | ساختمان صدا و سیما                    | تهران                                                                             | نامشخص | ساعت ۱۷:۶ روز ۲۲ خرداد در پی وقوع آتش‌سوزی در صدا و سیما آتش‌نشانان یک ایستگاه سازمان آتش‌نشانی تهران به عنوان نیروی کمکی به محل حادثه اعزام شدند. در یک اتاق حدوداً چهار متری که مقداری کارتن و کاغذ وجود داشته، آتش‌سوزی روی داده است؛ این اتاقک در طبقه چهارم یکی از ساختمانهای چهار طبقه در صدا و سیما قرار داشت. | [ ۵۱ ] |
| ۲۳ خرداد                     | انبار ضایعات در اهواز                 | ملاشیه، اهواز                                                                     | | یک انبار ضایعات در منطقه ملاشیه اهواز دچار حریق مهیبی شد و بیش از ۳۰ آتش‌نشان برای مهار آن به محل آتش‌سوزی اعزام شده‌اند. | [ ۵۲ ] |
| ۲۳ خرداد                     | محوطه کلیسای مریم مقدس                | همدان                                                                             | علت وجود علف‌های هرز در پوشش گیاهی موجود در تپه باستانی هگمتانه و بی احتیاطی رهگذران اعلام شد.                                                            | به گفته کارشناس روابط عمومی سازمان آتش‌نشانی و خدمات ایمنی همدان: حجم آتش‌سوزی در محوطه کلیسای مریم مقدس در شهر همدان زیاد بود اما آسیبی به بافت تاریخی کلیسا نرسیده است. | [ ۵۳ ] |
| ۲۳ خرداد                     | اسکله صیادی بندر کنگ                  | بندرلنگه                                                                          | در حال برررسی | در این حادثه ۷ فروند لنج صیادی و چندین قایق بنزینی صیادی دچار آتش‌سوزی شدند. قیمت هر لنج صیادی با قالب الشامسی امارات در حدود چهار تا شش میلیارد تومان، و قیمت هر قایق بنزینی در حدود یکصد و پنجاه میلیون تومان است که به صاحبان این لنج‌ها و قایق‌ها خسارت بالایی وارد شده است.                                    | [ ۵۴ ] |
| ۲۴ خرداد                     | بازار گل امام رضا                     | جاده خاوران، تهران                                                                | | بسیاری از غرفه‌های واقع در این بازار ناپایدار هستند و در برابر آتش مقاوم نیستند. بخشی از بازار که به اصطلاح به آن خشکه فروشی می‌گویند، دچار آتش‌سوزی و حریق شد. | [ ۵۵ ] |